# Sticherus × leonis
Sticherus × leonis là một loài dương xỉ trong họ Gleicheniaceae. Loài này được Maxon J. Gonzales mô tả khoa học đầu tiên năm 2011.